# Klikttjärnen (Vänjans socken, Dalarna)
Klikttjärnen är en sjö i Mora kommun i Dalarna och ingår i Dalälvens huvudavrinningsområde.